# Prodoris clavigera
Prodoris clavigera is een slakkensoort uit de familie van de Bathydorididae. De wetenschappelijke naam van de soort is voor het eerst geldig gepubliceerd in 1912 door Thiele.